# Finlay Robertson
Finlay Robertson, né le 2 mai 1975, est un acteur britannique.

## Biographie
Finlay Robertson est né aux Pays-Bas de parents écossais et a grandi dans le nord-ouest de l'Angleterre. Après des études d'histoire à l'université de Cambridge, il a joué dans une pièce à l'Edinburgh Fringe. Après avoir déménagé à Londres pour poursuivre sa carrière, il a joué dans plusieurs pièces de théâtre, notamment en étant nu sur la scène de la cour royale dans The Night Heron de Jez Butterworth. Sa filmographie inclut le rôle principal dans les films indépendants In A Day et The Story of F***. À la télévision, il a joué dans plusieurs émissions, ainsi que dans les séries régulières d'ITV Life Begins, How Not to Live Your Life de BBC3 et The Body Farm de BBC1. En 2004, il a écrit et réalisé un court métrage intitulé Count Backwards from Ten, et en 2012 il a écrit et interprété une pièce personnelle intitulée Strong Arm, qui a été présentée au Edinburgh Festival Fringe. 
Il vit dans le nord de Londres avec sa femme et sa famille.

## Filmographie

### Cinéma
- 2006 : In a Day : Michael
- 2008 : The Disappeared (en) : Jason Saks
- 2010 : F (en) : James
- 2010 : The Story of F*** : Lewis Sipricosh
- 2013 : Hammer of the Gods : Harald

### Télévision
- 2004-2006 : Life Begins (en) : Kevin (15 épisodes)
- 2007 : Doctor Who : Larry Nightingale (saison 3, épisode 10)
- 2007 : Hotel Babylon : Matthew (saison 2, épisode 2)
- 2007 : Persuasion (téléfilm) : James Benwick
- 2008 : How Not to Live Your Life : Karl Menford (saison 1)
- 2009 : Taggart : Mark Joffe (saison 26, épisode 1)
- 2011 : The Body Farm (en) : Dr. Oscar 'Oggy' Traynor (saison 1)
- 2013 : La Malédiction d'Edgar (téléfilm) : Robert F. Kennedy
- 2016 : Humans : Dr. Rose (saison 2, épisode 4)